# Liste der Kulturdenkmale in Geising
Die Liste der Kulturdenkmale in Geising enthält die Kulturdenkmale im Altenberger Ortsteil Geising. Die Anmerkungen sind zu beachten.
Diese Liste ist eine Teilliste der Liste der Kulturdenkmale in Altenberg.
Diese Liste ist eine Teilliste der Liste der Kulturdenkmale in Sachsen.

## Legende
- Bild: Bild des Kulturdenkmals, ggf. zusätzlich mit einem Link zu weiteren Fotos des Kulturdenkmals im Medienarchiv Wikimedia Commons. Wenn man auf das Kamerasymbol klickt, können Fotos zu Kulturdenkmalen aus dieser Liste hochgeladen werden:
- Bezeichnung: Denkmalgeschützte Objekte und ggf. Bauwerksname des Kulturdenkmals
- Lage: Straßenname und Hausnummer oder Flurstücknummer des Kulturdenkmals. Die Grundsortierung der Liste erfolgt nach dieser Adresse. Der Link (Karte) führt zu verschiedenen Kartendiensten mit der Position des Kulturdenkmals. Fehlt dieser Link, wurden die Koordinaten noch nicht eingetragen. Sind diese bekannt, können sie über ein Tool mit einer Kartenansicht einfach nachgetragen werden. In dieser Kartenansicht sind Kulturdenkmale ohne Koordinaten mit einem roten bzw. orangen Marker dargestellt und können durch Verschieben auf die richtige Position in der Karte mit Koordinaten versehen werden. Kulturdenkmale ohne Bild sind an einem blauen bzw. roten Marker erkennbar.
- Datierung: Baubeginn, Fertigstellung, Datum der Erstnennung oder grobe zeitliche Einordnung entsprechend des Eintrags in der sächsischen Denkmaldatenbank
- Beschreibung: Kurzcharakteristik des Kulturdenkmals entsprechend des Eintrags in der sächsischen Denkmaldatenbank, ggf. ergänzt durch die dort nur selten veröffentlichten Erfassungstexte oder zusätzliche Informationen
- ID: Vom Landesamt für Denkmalpflege Sachsen vergebene, das Kulturdenkmal eindeutig identifizierende Objekt-Nummer. Der Link führt zum PDF-Denkmaldokument des Landesamtes für Denkmalpflege Sachsen. Bei ehemaligen Kulturdenkmalen können die Objektnummern unbekannt sein und deshalb fehlen bzw. die Links von aus der Datenbank entfernten Objektnummern ins Leere führen. Ein ggf. vorhandenes Icon  führt zu den Angaben des Kulturdenkmals bei Wikidata.

## Geising
| Bild                                    | Bezeichnung                                                                                       | Lage                               | Datierung | Beschreibung | ID       |
| --------------------------------------- | ------------------------------------------------------------------------------------------------- | ---------------------------------- | --- | --- | -------- |
|                                         | Denkmalschutzgebiet Geising                                                                       | (Karte)                            | | Denkmalschutzgebiet Geising (Vorschlag). Geising ist städtebaulich hervorgehoben durch seine Topographie, Ortsstruktur und Architektur. Es ist eingebettet in ein Hochtal als geschlossene Siedlung und durchflossen vom Geisingbach, der einst Alt- und Neugeising trennte. Die Topographie bedingte eine Vielzahl von Terrassierungen (Schutz vor Hochwasser), auf denen sich auch Siedlungsteile befinden. | 09277666 |
| Weitere Bilder                          | Sachgesamtheitsbestandteil der Sachgesamtheit Müglitztalbahn, Teilabschnitt Altenberg, OT Geising | (Karte)                            | 1936–1938 (Eisenbahnanlage); 1936–1938 (km 31,8); 1937–1983 (Brücke Rotes Wasser km 32,893); um 1939 (2 Signalfundamente km 32,1); 1937–1938 (Sächs. Hartsteinwerke km 30,87, Getreidelager Dittrich km 32,7) | Sachgesamtheitsbestandteil der Sachgesamtheit Müglitztalbahn, Teilabschnitt Altenberg, OT Geising, mit den Einzeldenkmalen: Haltepunkt Geising mit Güterschuppen, Tunnel Geising (km 32,278), Brücke Geising (km 32,532) sowie den Sachgesamtheitsteilen: Anschlussstellwerk Sächsische Hartsteinwerke (km 30,87, HSO über NN 537), Anschlussstellwerk Getreidelager Dittrich (km 32,7), Stützmauer (km 31,8), Brücke Rotes Wasser (km 32,893), zwei Signalfundamente (km 32,1) und Eisenbahnübergang Wirtschaftsweg (km 33,390) sowie mit dem Gleiskörper. | 09302509 |
|                                         | Tunnel Geising (Einzeldenkmal zu ID-Nr. 09302509)                                                 | Geising (Karte)                    | 1936–1937 | Einzeldenkmal der Sachgesamtheit, Teilabschnitt Altenberg, OT Geising: Tunnel Geising; ortsgeschichtlich und verkehrsgeschichtlich von Bedeutung | 09302510 |
|                                         | Brücke Geising (Einzeldenkmale zu 09302509)                                                       | (Karte)                            | 05.10.1936 – 31.07.1937 (Eisenbahnbrücke) | Einzeldenkmal der Sachgesamtheit, Teilabschnitt Altenberg, OT Geising: Brücke Geising; ortsgeschichtlich und verkehrsgeschichtlich von Bedeutung | 09302511 |
|                                         | Straßenbrücke                                                                                     | Alte Straße (Karte)                | 19. Jh. (Straßenbrücke) | Straßenbrücke über das Heerwasser. Bruchstein-Bogenbrücke, baugeschichtlich und technikgeschichtlich von Bedeutung. | 09277494 |
|                                         | Wohnhaus                                                                                          | Altenberger Straße 1 (Karte)       | 1. Hälfte 19. Jh. (Wohnhaus) | Wohnhaus (ohne Anbauten); Obergeschoss Fachwerk verkleidet, intakte Obergeschoss-Konstruktion, baugeschichtlich und sozialgeschichtlich von Bedeutung | 09277486 |
|                                         | Mord- und Sühnekreuz                                                                              | Altenberger Straße 4 (bei) (Karte) | 1250–1500 (Mord- und Sühnekreuz) | Mord- und Sühnekreuz; ortsgeschichtlich von Bedeutung | 09277506 |
|                                         | Wohnhaus                                                                                          | Altmarkt 2 (Karte)                 | bez. 1827 (Türsturz) | Wohnhaus; mit Ladeneinbau, Obergeschoss Fachwerk verbrettert, baugeschichtlich und straßenbildprägend von Bedeutung | 09277458 |
| Weitere Bilder                          | Bahnhof Geising (Einzeldenkmale zu 09302509)                                                      | Bahnhofsplatz 1; 3 (Karte)         | im Kern 1890 (Empfangsgebäude); 1938 ff. (Stellwerk); 1939 (Güterschuppen) | Einzeldenkmale der Sachgesamtheit Müglitztalbahn, Teilabschnitt Altenberg, OT Geising: Empfangsgebäude, Bahnwärterhaus, Güterschuppen, Wirtschaftsgebäude und Stellwerk des Bahnhofs Geising; eisenbahngeschichtlich, ortsgeschichtlich und verkehrsgeschichtlich von Bedeutung | 09277487 |
| Direkt Bild zu diesem Denkmal hochladen | Wohnhaus                                                                                          | Bergstraße 2 (Karte)               | um 1700 (Wohnhaus) | Wohnhaus mit Anbau und Holzscheune; Wohnhaus Obergeschoss Fachwerk, baugeschichtlich und städtebaulich von Bedeutung | 09277450 |
| Direkt Bild zu diesem Denkmal hochladen | Zwitterstock Tiefer Erbstolln                                                                     | Dresdner Straße (Karte)            | 1491–1543 (Mundloch) | Mundloch des Zwitterstocks Tiefer Erbstolln; aufwändig gestaltetes Mundloch des bedeutendsten und tiefsten Erbstollns des Altenberger Zinnerzbergbaus, im Stollen Erinnerungstafel an den Besuch des Prinzen Friedrich August von Sachsen am 21. Oktober 1822, ortsgeschichtlich und bergbaugeschichtlich von Bedeutung | 09277507 |
|                                         | Wohnhaus                                                                                          | Dresdner Straße 1 (Karte)          | bez. 1844 (Türsturz) | Wohnhaus; Obergeschoss Fachwerk verbrettert, baugeschichtlich, städtebaulich und ortsgeschichtlich von Bedeutung | 09277483 |
|                                         | Wohnhaus                                                                                          | Dresdner Straße 4 (Karte)          | um 1700 (Wohnhaus) | Wohnhaus (ehemaliges Umgebindehaus); baugeschichtlich und sozialgeschichtlich von Bedeutung, aufgrund seines hohen Alters und erhaltener historischer Konstruktions- und Ausstattungsdetails (zum Teil im Ort singulär) von wiss.-dok. Interesse | 09277484 |
|                                         | Wohnhaus                                                                                          | Dresdner Straße 7 (Karte)          | 1. Hälfte 19. Jh. (Wohnhaus) | Wohnhaus; Obergeschoss Fachwerk verbrettert, baugeschichtlich von Bedeutung, Konstruktion erhalten, einfaches Beispiel regionaltypischer Holzbauweise | 09277583 |
| Direkt Bild zu diesem Denkmal hochladen | Wohnhaus                                                                                          | Dresdner Straße 8 (Karte)          | 1. Hälfte 19. Jh., womöglich noch älter (Wohnhaus) | Wohnhaus; baugeschichtlich von Bedeutung | 09277584 |
|                                         | Wohnhaus                                                                                          | Dresdner Straße 12 (Karte)         | 1. Hälfte 19. Jh. (Wohnhaus) | Wohnhaus; baugeschichtlich und sozialgeschichtlich von Bedeutung, Besonderheit: Holzdeckung des Dachs und aufwändige Giebelverschieferung | 09277585 |
|                                         | Wohnhaus                                                                                          | Dresdner Straße 14 (Karte)         | 1. Hälfte 19. Jh. (Wohnhaus) | Wohnhaus; baugeschichtlich und sozialgeschichtlich von Bedeutung | 09277586 |
|                                         | Wohnhaus                                                                                          | Dresdner Straße 17 (Karte)         | Ende 18. Jh. (Wohnhaus) | Wohnhaus; Obergeschoss Fachwerk verschindelt, baugeschichtlich und sozialgeschichtlich von Bedeutung, originale Konstruktion weitgehend erhalten, regionaltypisch | 09277485 |
|                                         | Bruchstein-Bogenbrücke                                                                            | Dresdner Straße 22 (vor) (Karte)   | 19. Jh. (Straßenbrücke) | Bruchstein-Bogenbrücke über das Rote Wasser; baugeschichtlich von Bedeutung. | 09277503 |
|                                         | Bruchstein-Bogenbrücke                                                                            | Dresdner Straße 37 (vor) (Karte)   | 19. Jh. (Straßenbrücke) | Bruchstein-Bogenbrücke über das Rote Wasser; baugeschichtlich von Bedeutung. | 09277505 |
|                                         | Kämpfemühle                                                                                       | Dresdner Straße 47 (Karte)         | 19. Jh. (Papiermühle) | Bauliche Hülle und Ausstattungsstücke einer Papiermühle (Hutmanufaktur); technikgeschichtlich von Bedeutung | 09277516 |
|                                         | Wohnhaus                                                                                          | Enge Gasse 1 (Karte)               | bez. 1837 (Türsturz) | Wohnhaus, vor dem Eingang granitener Trittstein; Obergeschoss Fachwerk, zum Teil verbrettert, städtebaulich und straßenbildprägend von Bedeutung | 09277437 |
| Weitere Bilder                          | Wohnhaus                                                                                          | Enge Gasse 2 (Karte)               | um 1700 (Wohnhaus) | Wohnhaus (ehem. Umgebinde); Obergeschoss Fachwerk, älteste Generation noch erhaltener regionaltypischer Holzbauweise, baugeschichtlich und hausgeschichtlich von Bedeutung | 09277438 |
| Weitere Bilder                          | Wohnhaus                                                                                          | Enge Gasse 4 (Karte)               | um 1700 (Wohnhaus) | Wohnhaus (Umgebinde) und vor dem Eingang granitener Trittstein; baugeschichtlich von Bedeutung, Gebäude der ältesten Generation noch erhaltener regionaltypischer Holzbauweise, Konstruktion mit Seltenheitswert | 09277439 |
|                                         | Wohnstallhaus                                                                                     | Enge Gasse 6 (Karte)               | 1. Hälfte 18. Jh. (Wohnstallhaus) | Wohnstallhaus; Obergeschoss Fachwerk, baugeschichtlich von Bedeutung, hochgradig in Konstruktion und Aussehen erhaltenes Gebäude | 09277440 |
|                                         | Wohnhaus                                                                                          | Feldgasse 6 (Karte)                | vor 1800 (Wohnhaus) | Wohnhaus; Obergeschoss Fachwerk aufgebrettert, baugeschichtlich von Bedeutung, ältere Generation regionaltypischer Holzbauweise | 09277489 |
|                                         | Wohnhaus                                                                                          | Feldgasse 8 (Karte)                | 18. Jh. (Wohnhaus) | Wohnhaus; weitgehend ursprünglich erhalten, baugeschichtlich von Bedeutung | 09277461 |
| Weitere Bilder                          | Sachgesamtheit Evangelische Stadtkirche und Friedhof Geising                                      | Hauptstraße (Karte)                | 1484–1890 (Sachgesamtheit) | Sachgesamtheit Ev. Stadtkirche und Friedhof Geising mit den Einzeldenkmalen: Kirche und Einfriedung, Kriegerdenkmal, Grufthaus an der oberen Friedhofsmauer sowie Leichenhalle sowie dem Friedhof (Gartendenkmal); baugeschichtlich und ortsgeschichtlich von Bedeutung | 09301372 |
| Weitere Bilder                          | Ev. Stadtkirche und Friedhof Geising (Einzeldenkmale zu ID-Nr. 09301372)                          | Hauptstraße (Karte)                | 1484–1513 (Teile der Nordwand); 1741 (Taufe); 1755–1757 (Orgel); Ende 15. Jh. (Kruzifix); 1750 (Kanzelaltar); 1930 (Lesepult); bez. 1843 (Grufthaus); 1890 (Leichenhalle)                                     | Einzeldenkmale der Sachgesamtheit: Kirche mit Kirchenausstattung und Einfriedung, Grufthaus an der oberen Friedhofsmauer sowie Leichenhalle und Kriegerdenkmal; baugeschichtlich und ortsgeschichtlich von Bedeutung | 09277429 |
|                                         | Hohes Haus                                                                                        | Hauptstraße 2 (Karte)              | bez. 1497 (Gerberei) | Ehemalige Gerberei mit Wohnteil; Obergeschoss zum Teil Fachwerk, Gebäude aufgrund seines im Kern hohen Alters baugeschichtlich und hausgeschichtlich von Bedeutung, zudem ortsgeschichtliche Relevanz | 09277482 |
|                                         | Kursächsische Postmeilensäulen                                                                    | Hauptstraße 6 (vor) (Karte)        | bez. 1734 (Postmeilensäule) | Postmeilensäule; Kopie einer Distanzsäule, verkehrsgeschichtlich und regionalgeschichtlich von Bedeutung. Vollständige Kopie einer Kursächsischen Distanzsäule bez. 1734, aus Sandstein, fast vier Meter hoch, in der typischen Form mit Entfernungsangaben beschrifteter Obelisk auf hohem Sockel, mit je zwei polnischen und Kurwappen sowie „AR“-Monogramm und Posthornzeichen; Kopie 1987 durch Steinmetz Leumer (Hänichen) angefertigt. | 09277441 |
| Direkt Bild zu diesem Denkmal hochladen | Wohnhaus in offener Bebauung, mit Werkstatt                                                       | Hauptstraße 14 (Karte)             | Bezeichnet mit 1769 (Schlussstein Tür) | Bau- und hausgeschichtlich von Bedeutung, alter Kern, in den 1930er Jahren gemäß dem zeitgenössischen Heimatstilbegriff umgestaltet | 09277467 |
|                                         | Saitenmacherhaus                                                                                  | Hauptstraße 16 (Karte)             | bez. 1688 (Türbekrönung im Innern) | Wohnhaus; Obergeschoss Fachwerk, ehemaliges Handelshaus, baugeschichtlich, hausgeschichtlich und ortsgeschichtlich von Bedeutung | 09277468 |
|                                         | Wohnhaus                                                                                          | Hauptstraße 18 (Karte)             | 1. Hälfte 19. Jh., Kern möglicherweise älter (Wohnhaus) | Wohnhaus in halboffener Bebauung; Strukturbestandteil des Ortskerns, städtebaulich von Bedeutung | 09277469 |
|                                         | Erzgebirgswohnhaus                                                                                | Hauptstraße 19 (Karte)             | 1. H. 19. Jh. (Wohnhaus) | Erzgebirgswohnhaus (sogen. „Kammhaus“); baugeschichtliche und städtebauliche Bedeutung | 09303757 |
|                                         | Wohnhaus                                                                                          | Hauptstraße 20 (Karte)             | bez. 1829 (Türgewände) | Wohnhaus; lang gestreckter Bau, Obergeschoss Fachwerk verputzt, Strukturbestandteil des alten Ortskerns, baugeschichtlich und städtebaulich von Bedeutung | 09277470 |
|                                         | Wohnhaus                                                                                          | Hauptstraße 21 (Karte)             | bez. 1805 (Türsturz) | Wohnhaus, vor dem Eingang graniter Trittstein; Obergeschoss Fachwerk, bildprägender Bau der Ortskernbebauung, baugeschichtlich von Bedeutung | 09277436 |
|                                         | Wohnhaus                                                                                          | Hauptstraße 22 (Karte)             | bez. 1836 (Türgewände) | Wohnhaus (ohne Anbauten) in offener Bebauung; baugeschichtlich und straßenbildprägend von Bedeutung | 09277471 |
|                                         | Rathaus                                                                                           | Hauptstraße 25 (Karte)             | 1908 (Rathaus) | Rathaus; relativ aufwändig gestalteter Rathausbau, mit Fachwerkobergeschoss, sowohl historistisch als auch im Reformstil konzipiert, baugeschichtlich und ortsgeschichtlich von Bedeutung | 09277435 |
| Direkt Bild zu diesem Denkmal hochladen | Pfarrhaus                                                                                         | Hauptstraße 26 (Karte)             | bez. 1851 am Türgewände, Kern wahrscheinlich älter | Pfarrhaus in offener Bebauung, mit Schuppen und Granit-Zaunsäulen, vor dem Eingang granitener Trittstein; Obergeschoss Fachwerk verputzt, baugeschichtlich, ortsgeschichtlich und straßenbildprägend von Bedeutung | 09277475 |
|                                         | Sgraffito-Wandbild                                                                                | Hauptstraße 27 (Karte)             | 1960er Jahre (Wand- und Deckenbild) | Sgraffito-Wandbild; von Bildern Picassos beeinflusst, zeittypisches Beispiel für Wandgestaltungen an öffentlichen Gebäuden, künstlerisch von Bedeutung | 09277434 |
| Direkt Bild zu diesem Denkmal hochladen | Wohnhaus                                                                                          | Hauptstraße 29 (Karte)             | wahrscheinlich 17. Jh. (Wohnhaus) | Wohnhaus in halboffener Bebauung; Obergeschoss zum Teil Fachwerk, baugeschichtlich und städtebaulich von Bedeutung | 09277432 |
|                                         | Litfaßsäule                                                                                       | Hauptstraße 29 (vor) (Karte)       | um 1900 (Litfaßsäule) | Litfaßsäule; Seltenheitswert, kulturgeschichtlich von Bedeutung | 09277587 |
|                                         | Reformationslinde und Reformationsstein                                                           | Hauptstraße 29 (vor) (Karte)       | 1906 (Gedenkbaum); 1917 (Gedenkstein) | Reformationslinde (Gartendenkmal) und Gedenkstein zum 400. Jahrestag der Reformation; ortsgeschichtlich von Bedeutung | 09277433 |
|                                         | Ehemaliges Bergamtsgebäude                                                                        | Hauptstraße 31 (Karte)             | im Kern 18. Jh. (Gasthaus) | Ehemaliges Bergamtsgebäude, jetzt Gasthaus in halboffener Bebauung; Obergeschoss Fachwerk, baugeschichtlich, ortsgeschichtlich und straßenbildprägend von Bedeutung | 09277431 |
|                                         | Wohnhaus                                                                                          | Hauptstraße 34 (Karte)             | 1. Hälfte 19. Jh. (Wohnhaus) | Wohnhaus in offener Bebauung; Obergeschoss Fachwerk verputzt, Konstruktion weitgehend erhalten, baugeschichtlich und straßenbildprägend von Bedeutung | 09277481 |
|                                         | Wohnhaus                                                                                          | Hauptstraße 36 (Karte)             | nach 1800 (Wohnhaus) | Wohnhaus in halboffener Bebauung; baugeschichtlich von Bedeutung, im ursprünglichen Aussehen weitgehend erhalten | 09277451 |
|                                         | Wohnhaus                                                                                          | Hauptstraße 37 (Karte)             | Kern 17. Jh. (Wohnhaus) | Wohnhaus in halboffener Bebauung, mit Inschrifttafel; Obergeschoss Fachwerk, baugeschichtlich und ortsbildprägend von Bedeutung. Geburtshaus des Thomaskantors Johann Schelle (1648–1701). | 09277430 |
|                                         | Wohnhaus                                                                                          | Hauptstraße 39 (Karte)             | bez. 1689 (Wohnhaus) | Wohnhaus; Obergeschoss verputztes Fachwerk, Konstruktion erhalten, eines der ältesten Häuser im Ort, baugeschichtlich und straßenbildprägend von Bedeutung, strukturbildend | 09277449 |
|                                         | Wohnhaus                                                                                          | Hauptstraße 41 (Karte)             | 18. Jh. (Wohnhaus) | Wohnhaus; Obergeschoss Fachwerk mit Kopfstreben, baugeschichtlich und straßenbildprägend von Bedeutung | 09277455 |
|                                         | Wohnhaus                                                                                          | Hauptstraße 47 (Karte)             | bez. MDCCCXXXV (1835) | Wohnhaus; Obergeschoss Fachwerk, Konstruktion erhalten, baugeschichtlich und straßenbildprägend von Bedeutung | 09277452 |
|                                         | Wohnhaus                                                                                          | Hauptstraße 49 (Karte)             | um 1700 (Wohnhaus) | Wohnhaus; Obergeschoss Fachwerk verbrettert, baugeschichtlich von Bedeutung, Beispiel für regionaltypische Holzbauweise | 09277453 |
|                                         | Wohnhaus                                                                                          | Hauptstraße 50 (Karte)             | bez. 1805 (Schlussstein Eingangstür) | Wohnhaus in halboffener Bebauung, vor dem Eingang granitener Trittstein; strukturprägend, baugeschichtliche Bedeutung | 09277456 |
| Direkt Bild zu diesem Denkmal hochladen | Wohnhaus                                                                                          | Hauptstraße 54 (Karte)             | bez. 1807 (Türsturz) | Wohnhaus in halboffener Bebauung; baugeschichtlich und straßenbildprägend von Bedeutung, mit schön gestaltetem Portal, in exponierter Lage | 09277457 |
|                                         | Wiesenhof                                                                                         | Karl-Sieber-Straße 27 (Karte)      | 1930er Jahre (Wohnhaus) | Wohn- und Gemeinschaftshaus als Dreiseitanlage; in Heimatstil-Formensprache, letztes in originalem Aussehen erhaltenes Relikt einer Siedlung, baugeschichtlich von Bedeutung | 09277491 |
|                                         | Wohnhaus                                                                                          | Kuhnauweg 8 (Karte)                | bez. 1838 (Türgewände) | Wohnhaus in offener Bebauung; Obergeschoss Fachwerk, Beispiel regionaltypischer Holzbauweise, baugeschichtlich von Bedeutung | 09277476 |
|                                         | Spritzenhaus                                                                                      | Kuhnauweg 10 (gegenüber) (Karte)   | 19. Jh. (Spritzenhaus) | Spritzenhaus mit integriertem Schlauchturm; orts- und sozialhistorisch von Bedeutung | 09277466 |
|                                         | Wohnhaus                                                                                          | Lange Straße 1 (Karte)             | 18. Jh. (Wohnhaus) | Wohnhaus; Obergeschoss Fachwerk verkleidet, baugeschichtliche Bedeutung, weitgehend in der Konstruktion erhalten | 09277508 |
|                                         | Wohnhaus                                                                                          | Lange Straße 4 (Karte)             | 1. Hälfte 19. Jh. (Wohnhaus) | Wohnhaus mit Anbau; Obergeschoss Fachwerk, baugeschichtlich von Bedeutung, in der Konstruktion erhalten, Bestandteil der zentralen Ortsstruktur | 09277444 |
|                                         | Wohnhaus                                                                                          | Lange Straße 10 (Karte)            | Mitte 19. Jh. (Wohnhaus) | Wohnhaus in halboffener Bebauung; Obergeschoss Fachwerk, baugeschichtlich von Bedeutung, in der Konstruktion erhalten | 09277445 |
|                                         | Wohnhaus                                                                                          | Lange Straße 12 (Karte)            | 18. Jh. (Wohnhaus) | Wohnhaus in halboffener Bebauung; Obergeschoss Fachwerk, baugeschichtlich von Bedeutung, trotz starker Eingriffe wegen seines Alters denkmalrelevant | 09277446 |
|                                         | Wohnhaus                                                                                          | Lange Straße 14 (Karte)            | 1. Hälfte 19. Jh. (Wohnhaus) | Wohnhaus in offener Bebauung; Obergeschoss Fachwerk, baugeschichtlich von Bedeutung, in seiner Konstruktion erhalten, regionaltypisch | 09277447 |
|                                         | Brauhaus                                                                                          | Lange Straße 17 (Karte)            | Teile wohl 17. Jh. (Wohnhaus) | Wohnhaus (ehemals Brauhaus) mit Sitznischenportal; Rückseite schönes Türblatt bez. 1836 mit klassizistischem Gewände, stattlicher Baukörper, baugeschichtlich und ortsgeschichtlich von Bedeutung | 09277465 |
|                                         | Wohnhaus                                                                                          | Lange Straße 22 (Karte)            | Mitte 19. Jh. (Wohnhaus) | Wohnhaus; ohne zweigeschossigen Anbau, baugeschichtlich und sozialgeschichtlich von Bedeutung, weitgehend ursprünglich erhalten | 09277448 |
|                                         | Wohnhaus                                                                                          | Lange Straße 23 (Karte)            | Mitte 18. Jh., Kern womöglich älter (Wohnhaus) | Wohnhaus; Obergeschoss Fachwerk verbrettert, baugeschichtlich von Bedeutung, stattlicher Baukörper, Holzkonstruktion weitgehend intakt | 09277463 |
|                                         | Alte Posthalterei                                                                                 | Lange Straße 34 (Karte)            | bez. 1748 (Schlussstein Tür) | Wohnhaus (ehemalige Posthalterei); Obergeschoss Fachwerk verbrettert, baugeschichtlich und ortsgeschichtlich von Bedeutung | 09277464 |
|                                         | Türgewände                                                                                        | Lange Straße 40 (Karte)            | bez. 1857 (Türgewände) | Türgewände und Haustür eines Wohnhauses; künstlerisch und handwerklich von Bedeutung | 09277488 |
|                                         | Wegestein                                                                                         | Löwenhainer Straße (Karte)         | 1883 (Wegestein) | Wegestein; verkehrsgeschichtlich von Bedeutung | 09303759 |
|                                         | Wohnhaus                                                                                          | Löwenhainer Straße 2 (Karte)       | bez. 1797 (Schlussstein Tür) | Wohnhaus in offener Bebauung; baugeschichtlich und straßenbildprägend von Bedeutung, markanter Dachstuhl | 09277454 |
|                                         | Wohnhaus                                                                                          | Löwenhainer Straße 6 (Karte)       | 18. Jh. (Wohnhaus) | Wohnhaus in offener Bebauung; Obergeschoss Fachwerk, baugeschichtlich von Bedeutung | 09277480 |
| Direkt Bild zu diesem Denkmal hochladen | Wohnhaus in offener Bebauung                                                                      | Löwenhainer Straße 12 (Karte)      | 17. Jahrhundert | Obergeschoss Fachwerk mit Kopfstreben und profilierten Schwellhölzern, ehemals Umgebindehaus, älteste erhaltene Generation regionaltypischer Holzbauweise, bau- und hausgeschichtlich von Bedeutung | 09277459 |
|                                         | Erzgebirgswohnhaus                                                                                | Löwenhainer Straße 15 (Karte)      | um 1800 (Wohnhaus) | Erzgebirgswohnhaus („Kammhaus“); baugeschichtliche Relevanz | 09303758 |
|                                         | Wohnhaus                                                                                          | Löwenhainer Straße 19 (Karte)      | 2. Hälfte 18. Jh. (Wohnhaus) | Wohnhaus in offener Bebauung; Obergeschoss Fachwerk verputzt, Konstruktion intakt, baugeschichtlich von Bedeutung | 09277460 |
|                                         | Leitenhof                                                                                         | Löwenhainer Straße 24 (Karte)      | E. 19. Jh. (Gasthof) | Ehemaliger Gasthof mit integriertem Saal (ohne neueren Anbau); bau- und ortsgeschichtlich von Bedeutung | 09277492 |
|                                         | Wohnhaus                                                                                          | Löwenhainer Straße 29 (Karte)      | bez. 1833 (Türsturz) | Wohnhaus in offener Bebauung; massiv, mit Resten von Putzgliederung, weitgehend ursprünglich erhalten, baugeschichtlich von Bedeutung | 09277490 |
|                                         | Wohnhaus                                                                                          | Mühlgasse 1 (Karte)                | bez. 1797 (eingemauerter Schlussstein Straßenseite) | Wohnhaus in halboffener Bebauung; Obergeschoss Fachwerk, im ursprünglichen Aussehen erhalten, baugeschichtlich und straßenbildprägend von Bedeutung | 09277472 |
|                                         | Wohnhaus                                                                                          | Mühlgasse 3 (Karte)                | bez. 1698 (Deckenbalken innen) | Wohnhaus in offener Bebauung; Obergeschoss Fachwerk verkleidet, baugeschichtlich und hausgeschichtlich von Bedeutung | 09277473 |
|                                         | Wohnhaus                                                                                          | Mühlgasse 6 (Karte)                | um 1700 (Wohnhaus) | Wohnhaus in halboffener Bebauung, ursprünglich Mahlmühle, vor der Haustür Trittstein; langgestrecktes Wohnhaus, Obergeschoss Fachwerk verputzt, Konstruktion erhalten, baugeschichtlich und ortsgeschichtlich von Bedeutung | 09277474 |
| Direkt Bild zu diesem Denkmal hochladen | Wasserpumpstation                                                                                 | Teplitzer Straße (Karte)           | wahrscheinlich 1930er Jahre (Wasserversorgungs- und Abwasseranlage) | Wasserpumpstation; technikgeschichtlich von Bedeutung | 09277501 |
| Direkt Bild zu diesem Denkmal hochladen | Bruchstein-Bogenbrücke                                                                            | Teplitzer Straße (Karte)           | 19. Jh., renoviert (Straßenbrücke) | Bruchstein-Bogenbrücke; baugeschichtlich und technikgeschichtlich von Bedeutung | 09277496 |
| Direkt Bild zu diesem Denkmal hochladen | Wegestein                                                                                         | Teplitzer Straße (Karte)           | 19. Jh. (Wegestein) | Wegestein; verkehrsgeschichtlich von Bedeutung | 09277511 |
|                                         | Wohnhaus                                                                                          | Teplitzer Straße 2 (Karte)         | wahrscheinlich 18. Jh. (Wohnhaus) | Wohnhaus; Obergeschoss Fachwerk verbrettert und verschiefert, baugeschichtlich von Bedeutung | 09277462 |
|                                         | Wohnhaus                                                                                          | Teplitzer Straße 4 (Karte)         | nach 1800 (Wohnhaus) | Wohnhaus; Obergeschoss Fachwerk verbrettert, baugeschichtlich und straßenbildprägend von Bedeutung | 09277479 |
|                                         | Fachwerkscheune                                                                                   | Teplitzer Straße 7 (neben) (Karte) | 1831 (Scheune) | Fachwerkscheune; hochgradig ursprünglich erhalten, mit aufwändiger ornamentaler GiebelHolzverschindelung, sozialgeschichtlich und wirtschaftsgeschichtlich von Bedeutung | 09277493 |
|                                         | Wohnhaus                                                                                          | Teplitzer Straße 9 (Karte)         | um 1850 (Wohnhaus) | Wohnhaus in offener Bebauung; landschaftstypisch, weitgehend ursprünglich erhalten, baugeschichtlich von Bedeutung | 09277510 |
|                                         | Wohnstallhaus                                                                                     | Teplitzer Straße 12 (Karte)        | um 1850, Kern 18. Jh., mehrere Bauphasen (Wohnstallhaus) | Wohnstallhaus mit integriertem Wirtschaftsteil; Obergeschoss Fachwerk mit Kopfstreben, ältere Generation regionaltypischer Holzbauweise, baugeschichtlich und wirtschaftsgeschichtlich von Bedeutung | 09277495 |
|                                         | Chausseehaus                                                                                      | Teplitzer Straße 20 (Karte)        | um 1750 (Chausseehaus) | Ehemaliges Chausseehaus (ohne umgebauten hinteren Teil); Chausseegeld-Einnehmerhaus, Obergeschoss Fachwerk verkleidet, ältere Generation regionaltypischer Holzbauweise, baugeschichtlich und ortsgeschichtlich von Bedeutung. | 09277499 |
|                                         | Wohnhaus                                                                                          | Waldweg 2 (Karte)                  | vor 1800 (Wohnhaus) | Wohnhaus; Obergeschoss Fachwerk, ältere Generation regionaltypischer Holzbauweise, baugeschichtlich und straßenbildprägend von Bedeutung | 09277498 |
|                                         | Petzoldmühle                                                                                      | Waldweg 4 (Karte)                  | bez. 1750 (Mühle) | Mühlengebäude mit Graben und Wehr sowie Wappen im Haustür-Schlussstein; baugeschichtlich und ortsgeschichtlich von Bedeutung | 09277497 |

## Ausführliche Denkmaltexte
1. ↑  Die von Zinnwald kommende Teplitzer Straße teilt sich bei Eintritt in den Ort in Hauptstraße und Lange Straße, erstere gewunden und mit Rathaus, Schule, Kirche, die andere gerader und mit aufgelockerter Bebauung. Unterhalb der Kirche konnte im Bereich der Hauptstraße ein Freiraum entstehen, auch weil ursprünglich der Verkehr durch die Mühlgasse geführt wurde. An der Eisenbahnüberführung vereinigen sich Hauptstraße und Lange Straße wieder. Senkrecht stößt man hier auf den spätmittelalterlichen Siedlungsteil, der zum ältesten Bestand gehört (Altgeising), mit einigen Häusern aus dem 17. Jahrhundert. Insgesamt verkörpert die Struktur Geisings noch die Gestalt des 16./17. Jahrhunderts. Das topographisch bedingte Fehlen gerader Linien dient dem malerischen Bild des Ortes. Das Vor- und Zurückspringen der Häuser, überwiegend errichtet in (später verschieferter) Holzkonstruktion und weitgehend noch in der ursprünglichen offenen Bauweise, ergibt die interessante und denkmalwürdige Ortsstruktur. Ein Spezifikum des Ortes sind die (allerdings in ihrer Zahl bereits reduzierten) Trittsteine vor den Hauseingängen. Schon 1960 hat die Stadtverordnetenversammlung einen „Beschluss zum Schutze des Ortsbildes“ gefasst, um die „Eigenart und Geschlossenheit des Stadtcharakters zu schützen“ (LfD/2012).
2. ↑  Sachgesamtheit mit Hochbauten und Ingenieurbauten sowie den erhaltenen Zeugnissen der alten  Schmalspurbahn in den Gemeinden Heidenau, Dohna (OT Dohna, OT Köttewitz), OT Müglitztal (OT Weesenstein), OT Burkhardswalde, OT  Mühlbach, Liebstadt (OT Großröhrsdorf), Glashütte, OT Schlottwitz, OT Bärenhecke, OT Cunnersdorf, OT Neudörfel, OT Dittersdorf und Altenberg (OT Bärenstein), OT Lauenstein und OT Geising – singuläre Anlage von überregionaler geschichtlicher Bedeutung.
3. ↑  Im Jahre 1722 begann man im Kurfürstentum Sachsen mit der Aufstellung der Kursächsischen Postmeilensäulen. Kurfürst Friedrich August I. wollte hierdurch ein zeitgemäßes Verkehrs- und Transportleitsystem im Kurfürstentum aufbauen, um Handel und Wirtschaft zu fördern. Er beauftragte mit Generalvollmacht Magister Adam Friedrich Zürner (1679–1742) mit der Durchführung. Das System der Postmeilensäulen umfasste Distanzsäulen, Viertelmeilensteine, Halb- und Ganzmeilensäulen. Die Distanzsäulen sollten in den Städten vor den Stadttoren, später nur auf den Marktplätzen aufgestellt werden. Entlang der Poststraßen wurden Viertelmeilensteine, Halb- und Ganzmeilensäulen aufgestellt. Sie erhielten eine fortlaufende Nummerierung (Reihennummer), beginnend vom Anfang der Vermessung. Die Ganzmeilensäulen wurden außerhalb der Städte an den Poststraßen im Abstand von 1 Meile (= 9,062 km) aufgestellt. Die Distanzsäulen waren mit dem Monogramm „AR“ für „Augustus Rex“, dem kursächsisch und polnisch-litauischen Doppelwappen sowie der polnischen Königskrone gekennzeichnet. Die Ganzmeilen-, Halbmeilensäulen und Viertelmeilensteine waren alle ähnlich beschriftet, alle trugen kein Wappen, aber das Monogramm „AR“. Die Entfernungsangaben erfolgten in Wegestunden (1 Stunde= ½ Postmeile = 4,531 km). Dieses Meilensystem war das erste europäische Verkehrsleitsystem. Der hier betrachteten Säule kommt als Teil des überregional bedeutenden Postwegesystems eine hohe verkehrsgeschichtliche Bedeutung zu (LfD/2013).